# 大江康弘
大江 康弘（おおえ やすひろ、1953年（昭和28年）12月4日 ‐ ）は、日本の政治家。和歌山県白浜町長（1期）。
和歌山県議会議員（6期）、和歌山県議会副議長、参議院議員（2期）、参議院国土交通委員長、改革クラブ総務会長兼国会対策委員長、幸福実現党国会対策委員長、自由民主党和歌山県連会長代行などを歴任した。

## 経歴
和歌山県西牟婁郡白浜町出身。和歌山県立田辺高等学校、芦屋大学教育学部卒業後、玉置和郎の秘書を務める。1979年、和歌山県議会議員初当選、県議会議員を6期務める。1992年、和歌山県議会副議長に就任。
1993年、中西啓介や二階俊博などの地元選出代議士の新党結成の動きに同調して自由民主党を離党し、新生党に参加。1994年の新進党結党にも加わる。2000年、和歌山県知事選挙に無所属で出馬したが落選。
2001年の第19回参議院議員通常選挙で自由党から比例区に出馬し、得票数党内4位で当選。自由党の比例候補では最下位での当選であった。2003年の民由合併により民主党に参加。2007年の第21回参議院議員通常選挙で民主党から比例区に出馬し得票数党内19位で再選。
2008年、党方針に反して道路財政特別措置法に賛成し、党員資格停止3カ月の処分を受けた。同年、民主党を離党し、改革クラブを結成。
2010年4月、改革クラブより党名を変更した新党改革への参加を拒否し、離党。同年5月に宗教法人「幸福の科学」を母体とする幸福実現党へ入党。同党国会対策委員長に就任するが、同年12月に幸福実現党を離党し、無所属となる。
2011年9月、第178回国会開会に先立って、無所属のまま古巣の自民党と参議院で統一会派を結成した。会派名は「自由民主党・無所属の会」。大江は自民党復党の意思を示したが、公職選挙法の規定により比例代表選出議員が任期中に自身の選出選挙時から存続している政党に入党した場合は即時失職となるため、無所属議員として自民党会派に参加するに留まった。
2013年5月20日、次期参議院議員選挙に自民党の公認を得て出馬するため、平田健二参議院議長宛てへ議員辞職願を提出し、同月22日の参議院本会議において辞職が許可された。大江の辞職に伴い、自民党は会派内に無所属議員がいなくなったことから、会派名を「自由民主党」へ戻した。2007年の第21回参議院議員通常選挙で大江は民主党の比例区から当選しているため、辞職により民主党の比例区候補が繰り上げ当選の対象となり、得票数順位第30位の元品川区議会議員山村明嗣が繰り上げ当選することとなった。
2013年7月21日の第23回参議院議員通常選挙に自民党の比例区から出馬したが、得票数21位に終わり18位までの当選圏には届かず落選した。
2016年7月10日の第24回参議院議員通常選挙に自民党の比例区から出馬したが、得票数23位に終わり19位までの当選圏には届かず落選した。
その後自民党和歌山県連会長代行を経て2017年11月27日、2018年12月の任期満了に伴う18年ぶりに和歌山県知事選挙への出馬を正式に表明した。しかし自民党の公認を得られなかったことなどから2018年9月7日に出馬を断念した。
2019年10月8日、任期満了に伴う白浜町長選挙に無所属で立候補する意向を表明。2020年4月26日、投開票の結果現職の井澗誠に敗れ落選。
2023年11月28日、再び白浜町長選挙に無所属で立候補する意向を表明した。翌年4月28日、投開票の結果、現職の井澗らを下し白浜町長に当選した。

## 人物・主張
父と2代に渡り和歌山県議会議員であった。当時の和歌山県は中西啓介・二階俊博を擁する小沢一郎の自由党が圧倒的に強く、岩手県と並ぶ「自由党王国」とされており、大江も同党に参加した。小沢自由党が民主党と合併した後は、小沢一郎グループに参加せず、民社協会に所属した。保守派（反中国・親台湾）の姿勢を掲げ、日華議員懇談会副幹事長や日本・台湾安保経済研究会事務局長、日華親善協会の理事を務める（「日華」とは日本と台湾のこと）。
「南京大虐殺は虚構・でっち上げ」と主張する映画「南京の真実」の賛同者でもある。「従軍慰安婦問題」に関して、当時の日本政府・軍による強制はなかったと主張。アメリカ合衆国下院121号決議に反対した。2006年9月14日の東京都文京区で行われた講演で、「民主党はバラバラでまとまりがなく、チャンスが到来してもそれを生かすどころか自らピンチへと変える。」と民主党の手法を批判。「民主党には政権を任せられない、この党が政権をとったら一週間で日本は終わりである」、「本当は私も民主党を辞めたい」とも述べる。
2008年1月11日、臨時国会の参議院本会議で、政府提出の新テロ対策特別措置法案採決を欠席し、民主党提出の対案の採決の際には議場に戻って賛成した。また、道路特定財源の暫定税率廃止に反対し、同年1月23日、都道府県議会議員が主催する道路特定財源堅持集会に参加するなどしたため、民主党執行部から辞職勧告を受けたが、この処分を不服として、弁護士を通じ内容証明郵便を党本部に送った上で「比例代表選出の議員には、自分の意思や政治家としての独立性はないのか。（党方針に）反対するなら議席を返上せよなんて、いまだかつて聞いたことがない」と述べた。
2008年4月9日の日本銀行副総裁人事でも党方針に反して渡辺秀央と共に政府提案に賛成票を投じ、厳重注意処分を受けた。5月12日にも党方針に反して道路財政特別措置法に賛成し、渡辺と共に党員資格停止3カ月の処分を受けた。
2008年8月28日、渡辺と共に民主党を離党し、新党・改革クラブ結成に参加。同年9月22日、大江ら改革クラブ議員は民主党から除籍処分を受ける。同年10月、大江は、地元の後援会における講演で「民主党は国家国益を考えず、選挙、政局一点張りで政権政党を担う党ではないと判断した」と離党理由を述べた。また、次期衆議院議員総選挙では二階俊博支持を表明。二階は2003年に自由民主党に復党し、自民党総務局長・自民党国会対策委員長・自民党総務会長・経済産業大臣などを歴任していた。改革クラブ所属議員たちは当時の与党・自民党への復帰・政権入りを念頭に置いており、明確な提携のないものの、自民党への協力姿勢が強かった。2009年3月6日、大江は、参議院予算委員会の質問に立つも、政府・自民党への忠誠を強調し、冒頭「忠実な紀州犬」を例にとって自民党・麻生内閣に尽くすことを表明した。同年8月の第45回衆議院議員総選挙で自民党が大敗し、下野したため政権入りの目的は達せられなかったが、改革クラブは自民党との提携を維持し、参議院で自民党と統一会派「自由民主党・改革クラブ」を結成した。
2010年4月23日、改革クラブが新党改革に党名を変更し、舛添要一が新代表に就任した。大江はこれを「政党交付金目当ての偽装新党」と批判し、同党から離党した。
1人になった大江は、2010年5月11日に宗教法人幸福の科学を母体とする幸福実現党への入党を表明し、同月14日付で入党し選挙対策本部長に就任する。幸福の科学には入信しないと述べ、実際に入信しなかった。同年12月27日、幸福実現党を離党する。同年11月の沖縄県知事選挙で、幸福実現党が独自候補を擁立したことに反発し、同月上旬に離党届を提出していたという。入党の翌日に選挙対策本部長の肩書きを外す等、入党前とは違う指示を受けたことをはじめ「政治の現場で経験を生かす」という事がほとんど受け入れられなかったことも離党の原因としている。
以降は再度、自民党に接近した。なお、そのときまでに旧改革クラブの議員は（荒井広幸を除いて）みな引退（前述の渡辺秀央）、もしくは落選したかあるいは他党に移籍した。大江は2011年8月30日の参議院本会議における内閣総理大臣指名選挙では自民党の谷垣禎一総裁に票を投じた。その後、上記のように、任期満了までは自民党入党は不可能であるものの、無所属議員として自民党と統一会派「自由民主党・無所属の会」を結成した。2013年5月の議員辞職までは自民党籍を有しない状態で「自由民主党・無所属の会」のまま活動を続けた。

### 政策
- 選択的夫婦別姓制度導入に反対[33]。

## 所属していた団体・議員連盟
- 日華議員懇談会
- 日本会議国会議員懇談会
- 慰安婦問題と南京事件の真実を検証する会
- 人権擁護法案から人権を守る会
- 憲法調査推進議員連盟
- 島嶼議員連盟
- 自然体験活動推進議員連盟
- 発達障害の支援を考える議員連盟
- 天皇陛下御即位二十年奉祝国会議員連盟（事務局次長）
- 白浜・台湾交流協会（会長）
- 日本台湾心の絆の会（会長）
- 和歌山県日華親善協会（会長）
- マリンスポーツ安全協会（代表理事）